# راکیت
راکیت (به آلمانی: Rackith) یک منطقهٔ مسکونی در آلمان است که در کمبرگ واقع شده‌است. راکیت ۶۶۳ نفر جمعیت دارد.